# Khajikallahalli, Kolar
Khajikallahalli là một làng thuộc tehsil Kolar, huyện Kolar, bang Karnataka, Ấn Độ.